# Miamis Grand Prix
Miamis Grand Prix er et Formel 1-løb, som bliver kørt på Miami International Autodrome i Miami Gardens i Florida, USA. Løbet blev kørt for første gang gang i 2022.

## Baggrund
I 2019 blev der en enighed om at skabe et nyt Formel 1-løb i Miami, som ville blive kørt på en bane omkring Hard Rock Stadium. Det blev i 2021 annonceret at Grand Prixet ville blive afholdt for første gang i 2022-sæsonen.

## Vindere af Miamis Grand Prix
| År   | Kører          | Konstruktør          | Rapport |
| ---- | -------------- | -------------------- | ------- |
| 2022 | Max Verstappen | Red Bull Racing-RBPT | Rapport |
| 2023 | Max Verstappen | Red Bull Racing-RBPT | Rapport |
| 2024 | Lando Norris   | McLaren-Mercedes     | Rapport |
| 2025 | Oscar Piastri  | McLaren-Mercedes     | Rapport |